# Cedarburg, Wisconsin
Cedarburg là một thành phố thuộc quận Ozaukee, tiểu bang Wisconsin, Hoa Kỳ. Năm 2000, dân số của thành phố này là 11102 người.